# Joshua H. Marvil

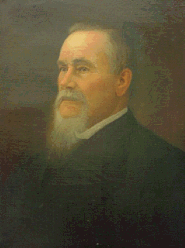

Joshua Hopkins Marvil (3 de setembro de 1825 - 8 de abril de 1895) foi um político norte-americano que foi governador do estado do Delaware, no período de 1895 a 1895, pelo Partido Republicano.